# 돼지우리 (영화)
《돼지우리》(이탈리아어: Porcile, 프랑스어: Porcherie)는 이탈리아와 프랑스에서 제작된 피에르 파올로 파솔리니 감독의 1969년 드라마, 미스터리 영화이다. 피에르 클레망티 등이 주연으로 출연하였고 잔 비토리오 발디 등이 제작에 참여하였다.

## 줄거리
두 이야기가 나온다.
1500년 시칠리아 에트나산을 배경으로 식인 집단을 이끌던 한 청년이 마을 주민들에게 붙잡혀 들개에게 물어 뜯기는 신세가 된다. 사회 통념에 대한 반격과 인간의 자기파괴력을 다룬 이야기이다.
1967년 독일 바트 고데스베르크. 급진적인 정치사상을 가진 약혼자 이다와의 결혼을 미루고 있는 율리안 클로츠에겐 돼지우리에서 돼지들과 뒹구는 취미가 있다. 유대인 대상으로 가혹한 실험을 한 과거가 있는 헤르트히체는 이 비밀을 빌미로 율리안의 기업가 아버지 클로츠씨가 자신과 회사를 세우게 만든다. 이다는 다른 사람과 결혼을 하러 떠나고 율리안은 자진해서 돼지들에게 잡아먹힌다. 나치 독일과 라인강의 기적의 연관 관계에 대한 우화이다.

## 출연

### 주연
- 피에르 클레망티 - 식인가 역
- 장피에르 레오 - 율리안 클로츠 역
- 알베르토 리오넬로 - 클로츠씨 역
- 우고 토냐치 - 헤르트히체 역

### 조연
- 안 비아젬스키 - 이다 역
- 프랑코 치티
- 루이지 바르비니
- 니네토 다볼리
- 세르지오 엘리아
- 마르가리타 로자노
- 안토니노 파아 디 브루노
- 마르코 페레리